# 11707 Ґріґері
11707 Ґріґері (11707 Grigery) — астероїд головного поясу, відкритий 18 квітня 1998 року.
Тіссеранів параметр щодо Юпітера — 3,633.